# كمزار
كُمزار منطقة سكنية تقع في ولاية خصب، التابعة لمحافظة مسندم في سلطنة عمان. يقدر عدد سكانها بـ 1378 نسمة حسب إحصاء عام 2010 التابع للمركز الوطني للإحصاء والمعلومات الحكومي. رمز المنطقة هو 30110232.   وهي قرية صغيرة في أقصى شمال رؤوس الجبال يسكنها  الكمازرة ولغتهم الكمزارية. قال عنها ياقوت الحموي في كتابه معجم البلدان «كمزار: بليدة من نواحي عمان على ساحل بحره في واد بين جبلين شربهم من أعين عذبة جارية»

## التسمية
قيل: كَم زار هذه البلدة من بشر؟ هذا هو المعنى الأقرب لفهم الاسم المركب  كَمزار ،
وهو الاسم الذي سجله المسعودي في كتابه: (مروج الذهب)، وقدمها ياقوت الحموي في معجم البلدان،
معجمه الخاص بالبلدان هكذا قيل:
«كمزار (بالضم ثم السكون وزاي بعد ثم بعد الألف راء) بأنها بليدة صغيرة من نواحي عمان على ساحل بحرة في وادي بين جبلين شربهم من أعين عذبة جارية»
«وهناك رواية أخرى عن اسم هذه القرية الوادعة به بعض الطرافة لكنها الأسماء التي تحتفظ دائما باسرارها ومعانيها ووتحدى قدراتنا على الكشف عن تلك الاسرار، حيث تشير هذه الرواية إلى الاسم المركب كمزار جاءت وصفا للناس الذين يسكنون بها يرتدون (قبة) للرأس و (إزارا) يغطي الجسم وهو ما نطلق عليه بالمحلية الدارجه « كمه ووزار». وفي المقابل يرفض اهلها هذه الترجمة لانها تخلوا من الدقة والحقيقة، فهو ليس من لباسهم في شي وانما جائت مصادفة موسيقية من خلال تقطيع الاسم فقط لا غير.

## جغرافيا والسكان
تعتبر  قرية كمزار  جغرافياً من أبعد القرى في شمال عمان، وفي الوقت الراهن يسكنها ما يزيد قليلا على ثلاثة آلالف نسمه من أهل السنة والجماعة، ويسكنون بيوتا متقابله بنيت على جانبي واد ينحدر من الجبل باتجاه البحر في رأس مسندم. ويؤكد السكان هناك انه لامكان لاي توسع سكاني افقي في هذه القرية الا بالبناء فوق الجبال أو ردم اجزاء من البحر والبناء عليها.
في الصيف يذهب «الكمزاريون» إلى خصب لموسم القيظ وفي بقية المواسم يلازمون الجبل والبحر في تحد صريح للطبيعة وانسجام كامل معها، ولا ترتبط «كمزار» باي مكان عن طريق البر لانها تكتفي بالبحر طريقا حضاريا وثقافيا مفتوحا
على احتمالات المغامرة والبطولة والمجهول والحياة والموت.
وعلى الرغم من توفر إمكانية التنقل منها واليها جوا بواسطة الطوافات إلا أن البحر يبقى الطريق الأكثر سهولة وتوفرا على الرغم من مخاطره ومغامرة الولوج إليه. ولكن أهلها لا يعتقدون بوجود أي صعوبات ولا حتى مغامرات فهو طريق يومي يربطهم بخصب وفير من مناطق وقرى محافظة مسندم.

## الوصلات الخارجية
- المركز الوطني للإحصاء والمعلومات، سلطنة عمان